# 陈倩 (手球运动员)
陈倩（1990年1月26日—），中国女子手球运动员。她曾代表中国参加2013年世界女子手球锦标赛，最终获得第18名。她也参加了2014年亚洲运动会女子手球比赛，未能获得奖牌。